# ريان هوفمان
ريان هوفمان (بالإنجليزية: Ryan Hoffman)‏ هو لاعب دوري الرغبي أسترالي، ولد في 26 يناير 1984 في كانبرا في أستراليا.